# Cioma, Bereg
Cioma (în ucraineană Чома, maghiară Tiszacsoma) este o comună în raionul Bereg, regiunea Transcarpatia, Ucraina, formată numai din satul de reședință.

## Demografie
Componența lingvistică a comunei Cioma
     Maghiară (87,99%)
     Ucraineană (11,46%)
     Alte limbi (0,55%)
Conform recensământului din 2001, majoritatea populației comunei Cioma era vorbitoare de maghiară (87,99%), existând în minoritate și vorbitori de ucraineană (11,46%).